# Сердобская епархия
Сердо́бская епархия — епархия Русской православной церкви, объединяющая приходы и монастыри в западной части Пензенской области (в границах Башмаковского, Бековского, Белинского, Вадинского, Земетчинского, Колышлейского, Малосердобинского, Наровчатского, Пачелмского, Сердобского, Спасского и Тамалинского районов). Входит в состав Пензенской митрополии.

## История
18 марта 1923 года во епископа Сердобского, викария Саратовской епархии тайно рукоположён Пётр (Соколов), однако в том же году он стал епископом Вольским, викарием Саратовской епархии. Других назначений на Сердобскую кафедру не последовало.
26 июля 2012 года решением Священного Синода Русской Православной Церкви самостоятельная Сердобская епархия была выделена из состава Пензенской с включением в состав новообразованной Пензенской митрополии.
5 августа 2012 года Сердобскую епархию посетил Высокопреосвященнейший Варсонофий, митрополит Саранский и Мордовский, управляющий делами Московской Патриархии. В Сердобске он осмотрел здание для нового епархиального управления.

## Епископы
Сердобское викариатство Саратовской епархии
- Петр (Соколов) (18 марта — декабрь 1923) арестован и выслан из епархии

Сердобская епархия
- Вениамин (Зарицкий) (26 июля 2012 — 19 августа 2013) в/у, митрополит Пензенский
- Митрофан (Серёгин) (с 19 августа 2013)

## Благочиния
По состоянию на октябрь 2022 года епархия разделена на 12 церковных округов:
- Башмаковское благочиние
- Белинское благочиние
- Вадинское благочиние
- Земетчинское благочиние
- Колышлейское благочиние
- Наровчатское благочиние
- Пачелмское благочиние
- Поимское благочиние
- Сердобское благочиние
- Спасское благочиние
- Тамалинское благочиние
- Монастырское благочиние

## Монастыри
Мужские
- Тихвинский Керенский монастырь в Вадинске
- Сазанский пещерный монастырь Казанской Алексиево-Сергиевской пустыни в селе Сазанье Сердобского района
- Сканов пещерный монастырь преподобных Антония и Феодосия Печерских в селе Наровчат Наровчатского района

Женские
- Троице-Сканов монастырь в селе Сканово Наровчатского района
- Скрябинский Вознесенский монастырь в Колышлейском районе

Недействующие
- Пановский Свято-Троицкий монастырь (деревня Пановка, Колышлейский район)